# You Make Me Feel Like Dancing
«You Make Me Feel Like Dancing» es una canción interpretada por el cantante británico Leo Sayer. Fue publicada el 22 de octubre de 1976 como el sencillo principal de su quinto álbum de estudio Endless Flight.
En Estados Unidos alcanzó el número 1 en la lista Billboard Hot 100, también fue número 1 en Canadá y Nueva Zelanda. En Reino Unido llegó al número 2 en la UK Singles Chart. Fue Top 10 en varios países como Alemania, Australia, Irlanda y Sudáfrica.
Los compositores acreditados Leo Sayer y Vini Poncia ganaron un premio Grammy por la canción en 1978 en la categoría de Mejor Canción de R&B. 

## Posicionamiento en listas
| Lista (1976–1977)                                | Máxima posición |
| ------------------------------------------------ | --------------- |
| Alemania (Official German Charts)                | 9               |
| Australia (Kent Music Report)                    | 2               |
| Bélgica (Flandes) (Ultratop 50 Singles)          | 21              |
| Bélgica (Valonia) (Ultratop 50 Singles)          | 37              |
| Canadá (RPM Adult Contemporary)                  | 18              |
| Canadá (RPM Top Singles)                         | 1               |
| Estados Unidos (Billboard Adult Contemporary)    | 19              |
| Estados Unidos (Billboard Hot 100)               | 1               |
| Estados Unidos (Billboard Hot R&B/Hip-Hop Songs) | 43              |
| Estados Unidos (Cashbox Top 100)                 | 1               |
| Irlanda (Irish Singles Chart)                    | 5               |
| Nueva Zelanda (Recorded Music NZ)                | 1               |
| Países Bajos (Nederlandse Top 40)                | 15              |
| Países Bajos (Single Top 100)                    | 11              |
| Reino Unido (UK Singles Chart)                   | 2               |
| Sudáfrica (Springbok Radio)                      | 3               |
| Suecia (Sverigetopplistan)                       | 19              |

### Lista de fin de año
| Lista (1976)                  | Máxima posición |
| ----------------------------- | --------------- |
| Australia (Kent Music Report) | 84              |
| Canadá (RPM Top Singles)      | 99              |

| Lista (1977)                       | Máxima posición |
| ---------------------------------- | --------------- |
| Australia (Kent Music Report)      | 49              |
| Canadá (RPM Top Singles)           | 30              |
| Estados Unidos (Billboard Hot 100) | 13              |
| Estados Unidos (Cashbox Top 100)   | 77              |
| Nueva Zelanda (Recorded Music NZ)  | 27              |

### Lista de todos los tiempos
| Lista (1958–2018)                  | Máxima posición |
| ---------------------------------- | --------------- |
| Estados Unidos (Billboard Hot 100) | 594             |

## Certificaciones y ventas
| País                  | Certificación | Ventas  |
| --------------------- | ------------- | ------- |
| Estados Unidos (RIAA) | Oro           | 500,000 |
| Reino Unido (BPI)     | Plata         | 250,000 |

## Galardones
| Año  | Premio         | Categoría                                | Resultado | Ref.   |
| ---- | -------------- | ---------------------------------------- | --------- | ------ |
| 1977 | Premios Grammy | Mejor interpretación vocal pop masculina | Nominada  | [ 30 ] |
| 1977 | Premios Grammy | Mejor canción R&B                        | Ganadora  | [ 30 ] |

## Personal
- Leo Sayer – voz principal y coros
- John Barnes – piano eléctrico y clavinet
- Larry Carlton – guitarra principal
- Ray Parker Jr. – guitarra rítmica
- Chuck Rainey – bajo
- Steve Gadd – batería
- Jeff Porcaro – batería (verso 3 en adelante)
- Clydie King – coros
- Becky Louis – coros
- Sherlie Matthews – coros
- Gene Page – arreglo de cuerdas